# Allerheiligenkirche (Rieth)

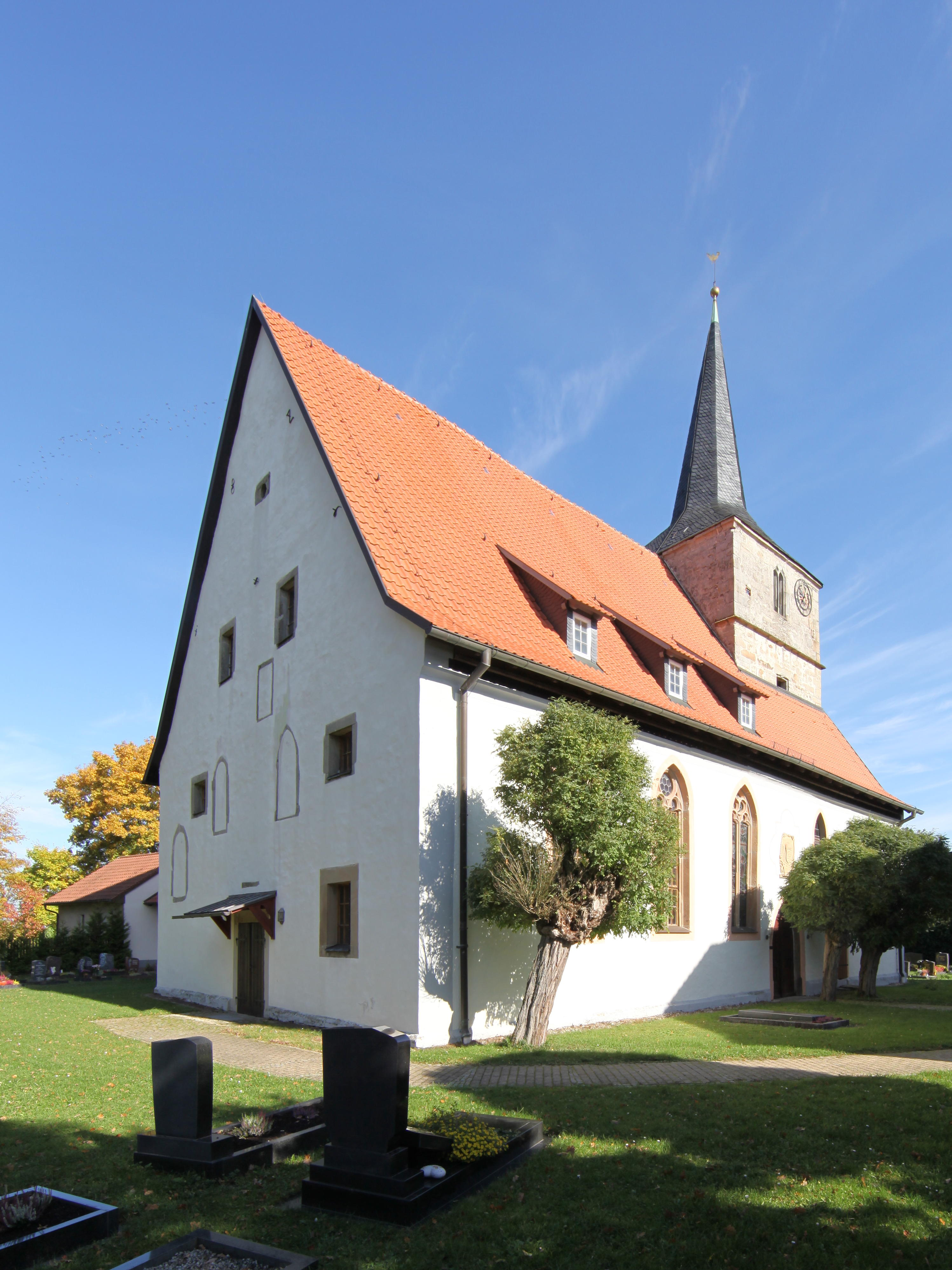
Allerheiligenkirche in Rieth

Die evangelisch-lutherische Allerheiligenkirche in dem Ortsteil Rieth der Gemeinde Heldburg im Landkreis Hildburghausen (Thüringen) stammt aus dem Jahr 1682.

## Geschichte
Rieth gehörte anfangs zur Urpfarrei Westhausen. Urkundlich wurde mit Wolff Ott im Jahr 1473 erstmals ein eigener Pfarrer erwähnt. Ab 1516 war die Allerheiligenkirche eine Pfarrkirche. Seit 2002 gehört der Ort zum Hellinger Kirchsprengel.
Der heutige Kirchbau stammt aus dem Jahr 1682, als ein größerer Umbau durchgeführt wurde. Den Kern des Gebäudes bildet eine mittelalterliche Kapelle, deren romanischen Reste in der Sakristei in Form eines Tonnengewölbes und bei den Fenstern erkennbar sind. Der Chorraum mit einem einfachen Kreuzrippengewölbe ist gotisch gestaltet. Nach 1779 wurden mehrmals Umbauten durchgeführt. Die letzte größere Instandsetzung mit farblichen Neufassungen erfolgte in den 1990er Jahren und wurde 1998 mit einer Einweihung abgeschlossen.

## Architektur
Es ist eine Wehrkirchenanlage, mit einer bis zu zwei Meter hohen Wehrmauer und ursprünglich auch mit einem Graben. Ein Torhaus, zeitweise als Schulhaus genutzt, bildet den südlichen Zugang zum Kirchhof.
Das Kirchenschiff, ein großer Steinquaderbau, hat weiß verputzte Außenwände. Markant ist die Giebelfassade mit zum Teil vermauerten Fenstern und einem Portal. Die Längsseiten sind durch verschiedene gotisierende Maßwerkfenster gegliedert. Über dem Eingangsportal auf der Südseite befindet sich ein verziertes sächsisches Rautenkranzwappen mit der Buchstabenfolge „V.G.G.E.H.Z.S.“ (Von Gottes Gnaden Ernst Herzog zu Sachsen). Darunter steht „1682 IST DIES GODTES HAVS ERBAVED WORDEN: NICOLAVS VLRICH SCHVLDHEIS“. Das mit roten Ziegeln gedeckte Dach hat auf beiden Seiten jeweils drei Dachgauben. Der Kirchturm mit drei Geschossen steht über dem Chor. Er hat einen verschieferten Spitzhelm aus zwei aufeinander gesetzten Pyramiden. Den oberen Abschluss bilden der Turmknopf und die Wetterfahne. Im Kirchturm hängen drei Eisenhartgussglocken, die 1919 und 1958 gegossen wurden.
Den Innenraum des Langhauses, durch einen spitzbogigen Triumphbogen vom Chorraum getrennt, überspannt eine barock gestaltete Decke, die zwei kleine und ein großes Medaillon verzieren. Das letztere zeigt im Zentrum stilisierte Trauben. Zweigeschossige Emporen und Bänke im Schiff mit kleinen Holztüren sind zum Sitzen vorhanden.

## Ausstattung
Der bemerkenswerteste Teil der Kirchenausstattung ist die Kanzel aus der Zeit um 1780. Ihre bemalten Brüstungsfelder zeigen in der Mitte Christus mit der Weltkugel sowie rechts und links die Evangelisten. Im Chorraum befindet sich der Taufstein, der Ende des 18. Jahrhunderts entstanden ist. Er trägt als Figur den Erzengel Michael. Davor steht der aus Eichenholz gefertigte Altar, aus dem späten 19. Jahrhundert stammend. Farbige Bleiglasfenster aus dem Jahr 1920 schmücken den Chorraum.
Die Orgel aus dem Jahr 1833 ist ein Werk des Heldburger Orgelbaumeisters Conrad Adam Laurenz Heybach. Sie hat 16 Register auf zwei Manualen und einem Pedalwerk mit mechanischen Schleifladen und einen Prospekt im Stile des Klassizismus. Zwischen 2009 und 2014 erfolgte eine 67.000 Euro teure Restaurierung durch Orgelbau Schönefeld.